# Институт языка, литературы и истории КарНЦ РАН
Институ́т языка́, литерату́ры и исто́рии Каре́льского нау́чного це́нтра РАН (ИЯЛИ КарНЦ РАН) — некоммерческая научная организация, учреждение Российской академии наук в составе Карельского научного центра Российской академии наук (г. Петрозаводск).

## Сфера научной деятельности
Институт является единственным в России научным центром по планомерному изучению прибалтийско-финских языков и культуры прибалтийско-финских народов, исследованию культуры Русского Севера, археологии и истории Карелии, литературы Финляндии и русско-финских литературных связей.
Научно-методическое руководство Институтом осуществляют Отделение историко-филологических наук РАН, научно-организационное руководство — Президиум Карельского научного центра РАН.

## История
Институт является преемником старейшего в Республике Карелия Карельского научно-исследовательского института (КНИИ) основанного в 1930 году.
- С января 1937 года — Карельский научно-исследовательский институт культуры.
- В 1946 году был преобразован в Институт языка, литературы и истории в составе Карело-Финского филиала Академии наук СССР.
- В 1963 году выделен как Петрозаводский институт языка, литературы и истории Академии наук СССР.
- С 1967 года вновь вошёл в состав филиала как академическое научное учреждение гуманитарного профиля.
- С 2007 года — учреждение Российской академии наук Институт языка, литературы и истории Карельского научного центра РАН.

В организацию и развитие института и его подразделений значительный вклад внесли учёные Н. А. Анисимов, В. Г. Базанов, Я. А. Балагуров, Д. М. Балашов, Н. И. Богданов, Н. Н. Виноградов, Ю. И. Дюжев, В. Я. Евсеев, Н. Г. Зайцева, Э. Г. Карху, Г. М. Керт, Э. С. Киуру, У. С. Конкка, С. И. Кочкуркина, Н. А. Криничная, М. Э. Куусинен, А. М. Линевский, Г. Н. Макаров, Е. И. Маркова, Р. Б. Мюллер, Р. Ф. Никольская (Тароева), Г. А. Панкрушев, В. В. Пименов, А. П. Разумова, Ю. Ю. Сурхаско, К. В. Чистов, И. П. Шаскольский и другие.

### Руководители института
- 1930—1935 — Э. А. Гюллинг
- 1945—1947 — д.и.н. Н. Ф. Шитов
- 1947—1949 — член-корр. АН СССР Д. В. Бубрих
- 1950—1965 — к.и.н. В. И. Машезерский
- 1965—1988 — к.и.н. М. Н. Власова[5]
- 1988—2005 — д.и.н. Ю. А. Савватеев
- 2005—2015 — д.фил.н. И. И. Муллонен
- с 2015 — д.и.н. О. П. Илюха

## Структура
- Сектор археологии
- Сектор истории
- Сектор этнологии
- Сектор языкознания
- Сектор литературы и фольклора
- Фонограммархив
- Научно-образовательный центр гуманитарных исследований
- Археологический музей
- Ономастический центр